# Harry the Footballer
Harry the Footballer è un cortometraggio muto del 1911, diretto da Lewin Fitzhamon. È la prima opera di finzione che si conosca mai realizzata sul calcio.

## Trama
Una stella del calcio è rapita dalla squadra avversaria. Tuttavia, viene liberato dalla sua ragazza, appena in tempo per giocare una partita e segnare il gol della vittoria.

## Produzione
Il cortometraggio fu prodotto dalla Hepworth.

## Distribuzione
Distribuito dalla Hepworth, il film - un cortometraggio di neanche duecento metri - uscì nelle sale britanniche nell'aprile 1911. Fu distrutto nel 1924 dallo stesso produttore, Cecil M. Hepworth, che, in gravi difficoltà finanziarie, giunse a tanto per poter recuperare il nitrato d'argento della pellicola.